# A Modern Thelma
A Modern Thelma er en amerikansk stumfilm fra 1916 af John G. Adolfi.

## Medvirkende
- Vivian Martin - Thelma
- Harry Hilliard - Sir Philip
- William H. Tooker
- Albert Roccardi
- Maud Sinclair